# Ludovico Bessegato
Ludovico Bessegato (Milano, 22 settembre 1983) è un produttore televisivo, regista e sceneggiatore italiano.

## Biografia
Nato nel 1983 a Milano, laureato in Storia Contemporanea e diplomato in regia alla Civica Scuola di Cinema di Milano, dal 2010 al 2017 è stato direttore creativo di Magnolia Fiction, poi divenuta Cross Productions.
Dal 2017 è regista, sceneggiatore e showrunner di serie come Prisma e Skam Italia, entrambi popolari teen drama distribuiti in tutto il mondo rispettivamente su Prime Video e Netflix.
Come produttore creativo ha sviluppato titoli Rai innovativi come Rocco Schiavone, Il Cacciatore, Una grande famiglia e Il Segreto dell’acqua.
Agli esordi ha creato e diretto Kubrick – Una storia porno, web serie di successo del 2012, premiata al Los Angeles Web Fest e nella selezione ufficiale del Roma Fiction Fest 2012.
Nel 2013 ha creato e diretto la webserie indipendente Le cose brutte, vincitrice del premio Migliore web serie italiana 2013 al Roma Web Fest.

## Filmografia

### Serie TV
- Il Candidato (Regista) (2014-2015)
- Rocco Schiavone (Produttore creativo) (2016)
- Il Cacciatore (Produttore creativo) (2018)
- Skam Italia (Regista e sceneggiatore) (2018-in corso)
- Prisma (Regista e sceneggiatore) (2022-2024)

### Serie Web
- Kubrick - Una storia porno (Regista) (2012)
- Le cose brutte (Regista) (2013)

## Riconoscimenti
- 2019 – Diversity Media Award come migliore serie per Skam Italia, Stagione 2 (ex aequo con L'Amica Geniale)

- Giffoni Film Festival 2019 – Premio speciale per Skam Italia
- 2021 – Diversity Media Award come migliore serie per Skam Italia, Stagione 4
- 2021 – Nastro d'argento speciale per Skam Italia
- 2023 - Nastro d’argento migliore serie Dramedy per Prisma
- 2023 – Diversity Media Award come miglior serie per Prisma